# 第26回ニューヨーク映画批評家協会賞
第26回ニューヨーク映画批評家協会賞は、1960年の優秀な映画に贈られた賞である。

## 受賞
- 作品賞：
  - 『アパートの鍵貸します』
  - 『息子と恋人』
- 主演男優賞：
  - バート・ランカスター - 『エルマー・ガントリー/魅せられた男』
- 主演女優賞：
  - デボラ・カー - 『サンダウナーズ』
- 監督賞：
  - ジャック・カーディフ - 『息子と恋人』
  - ビリー・ワイルダー - 『アパートの鍵貸します』
- 脚本賞：
  - ビリー・ワイルダー、I・A・L・ダイアモンド - 『アパートの鍵貸します』
- 外国語映画賞：
  - 『二十四時間の情事（ヒロシマモナムール）』（ フランス・ 日本）